# Тронъем (тауншип, Миннесота)
Тронъем (англ. Trondhjem) — тауншип в округе Оттер-Тейл, Миннесота, США. На 2000 год его население составило 171 человек.

## География
По данным Бюро переписи населения США площадь тауншипа составляет 87,8 км², из которых 85,7 км² занимает суша, а 2,2 км² — вода (2,48 %).

## Демография
По данным переписи населения 2000 года здесь находились 171 человек, 62 домохозяйства и 51 семья. Плотность населения —  2,0 чел./км². На территории тауншипа расположено 68 построек со средней плотностью 0,8 построек на один квадратный километр. Расовый состав населения: 98,83 % белых, 0,58 % азиатов и 0,58 % приходится на две или более других рас. Испанцы или латиноамериканцы любой расы составляли 0,58 % от популяции тауншипа.
Из 62 домохозяйств в 33,9 % воспитывались дети до 18 лет, в 74,2 % проживали супружеские пары, в 4,8 % проживали незамужние женщины и в 17,7 % домохозяйств проживали несемейные люди. 14,5 % домохозяйств состояли из одного человека, при том 6,5 % из — одиноких пожилых людей старше 65 лет. Средний размер домохозяйства — 2,76, а семьи — 3,04 человека.
28,1 % населения — младше 18 лет, 7,0 % — в возрасте от 18 до 24 лет, 25,1 % — от 25 до 44, 25,1 % — от 45 до 64, и 14,6 % — старше 65 лет. Средний возраст — 38 лет. На каждые 100 женщин приходилось 119,2 мужчин. На каждые 100 женщин старше 18 приходилось 105,0 мужчин.
Средний годовой доход домохозяйства составлял 26 750 долларов, а средний годовой доход семьи —  28 750 долларов. Средний доход мужчин —  22 500  долларов, в то время как у женщин — 12 083. Доход на душу населения составил 18 710 долларов. За чертой бедности не находилась ни одна семья и 1,9 % всего населения тауншипа.